# Apokalipsa Tomasza
Apokalipsa Tomasza – krótki, składający się z jednego rozdziału, apokryficzny utwór apokaliptyczny. Pisany po łacińsku tekst datowany jest na III wiek i zachował się w dwóch wersjach; powstał w środowisku pryscyliańskim.
Utwór zawiera wizje dotyczące końca świata, udzielone św. Tomaszowi przez Jezusa. Zawiera liczne elementy manichejskie (akcentowana jest m.in. rola światła), zaś Bóg przedstawiony jest w duchu doktryny monarchianizmu.